# Brzeźce
Brzeźce es un pueblo de Polonia, en Mazovia.  Se encuentra en el distrito (Gmina) de  Białobrzegi, perteneciente al condado (Powiat) de Białobrzegi. Se encuentra aproximadamente a 5 km al noreste de Białobrzegi, y a 61 km  al sur de Varsovia. Su población es de 220 habitantes.
Entre 1975 y 1998 perteneció al voivodato de Radom.